# Pristimantis auricarens
Pristimantis auricarens là một loài động vật lưỡng cư trong họ Strabomantidae, thuộc bộ Anura. Loài này được Myers & Donnelly mô tả khoa học đầu tiên năm 2008.